# Margaretha Ursula von Masmünster
Margaretha Ursula von Masmünster (* um 1400; † 1447 oder 1448 in Basel) war eine Dominikaner-Nonne und Verfasserin der Andachtsübung „Geistliche Meerfahrt“.
Margaretha Ursula (Gredursula) stammte aus der elsässischen Adelsfamilie von Masmünster. Als vierjähriges Mädchen dem Dominikanerkonvent Kloster Schönensteinbach übergeben, war sie im Rahmen der Observanzbewegung des Dominikanerordens aktiv. 1419 wirkte sie an der Reform des Unterlinden-Klosters in Colmar mit, 1423 an der des Basler Dominikanerklosters an den Steinen. Wenige Jahre später wurde sie in diesem Kloster zur Priorin gewählt, belegt ist sie 1426–1432.
Die Nonne wird als Urheberin einer geistlichen Andachtsübung für die Fastenzeit vor Ostern genannt, der Geistlichen Meerfahrt. Diese knapp ausgeführte Pilgerfahrt im Geiste, die man auch als Schiffsallegorie sehen kann, diente den Teilnehmern bzw. den Nonnen als Integrationsrahmen für verschiedene geistliche Übungen. Man stellte sich vor, man befände sich auf einer Pilgerfahrt und auf hoher See: „Um Anfechtungen des wahren christlichen Glaubens im weltlichen wie im geistlichen Leben zu versinnbildlichen, bedient sich die Meerfahrt, wie es für Pilgerfahrten charakteristisch ist, der Wellen und widrigen Winde auf See“ (Carls S. 39). Der Text wurde vor allem über die Aufnahme in das Buch der Ersetzung des Dominikaners Johannes Meyer verbreitet.

## Überlieferung der geistlichen Meerfahrt
Derzeit sind elf Handschriften bekannt (nach den Listen von Schmidtke 1969, S. 367f.; 1970, S. 116 und 1985 im Verfasserlexikon sowie Graf 2010).
Vollständige Handschriften des Buchs der Ersetzung von Johannes Meyer:
- Leipzig, Universitätsbibliothek, Ms. 1548, Bl. 242r-246r (Digitalisat)
- Überlingen, Leopold-Sophien-Bibliothek, Ms. 5, Bl. 357r-360r

Im Kontext von Schriften Johannes Meyers wird die Geistliche Meerfahrt überliefert in:
- Tübingen, Universitätsbibliothek, Md 456, Bl. 56r-62r (Geschenk der Dominikanerinnen von St. Katharina in St. Gallen an das Stift Inzigkofen 1484) (Digitalisat)

Weitere Überlieferung:
- Tübingen, Universitätsbibliothek, Md 129, Bl. 352v-355v (1. Hälfte 15. Jahrhundert, aus dem Augustinereremitenkonvent Schwäbisch Gmünd)
- Straßburg, Bibliothèque Municipale, Ms. 559, Bl. 19r-36r (aus dem Dominikanerinnenkloster St. Margaretha zu Straßburg, Ende 15. Jahrhundert)
- Augsburg, Universitätsbibliothek, Cod. III.1.8.50, Bl. 156v-164v (aus dem Zisterzienserinnenkloster Kirchheim im Ries, 2. Viertel 16. Jahrhundert)
- Sigmaringen, Hofbibliothek, Cod. 442, Bl. 178–212 (aus dem Kloster Stetten, geschrieben 1543 von Schwester Anna Heltzlin[1])
- Augsburg, Universitätsbibliothek, Cod. III.2.4.34, Bl. 331r-333v (ebenfalls aus Kirchheim im Ries, zweite Hälfte 16. Jahrhundert)
- Karlsruhe, Badische Landesbibliothek, St. Georgen 94, Bl. 128r-134r (1. Hälfte 16. Jahrhundert), (Digitalisat)
- Freiburg, Universitätsbibliothek, Hs. 202, Bl. 189v-191v (Eintrag des 16. Jahrhunderts), (Digitalisat)
- Freiburg, Universitätsbibliothek, Hs. 186, S. 264–267 (vom Jahr 1643, wohl auf Hs. 202 zurückgehend)

## Nachweise
1. ↑  Siehe Klaus Graf. In: Archivalia vom 30. August 2010, https://archivalia.hypotheses.org/16261.

| Personendaten    | Personendaten                     |
| ---------------- | --------------------------------- |
| NAME             | Masmünster, Margaretha Ursula von |
| KURZBESCHREIBUNG | geistliche Schriftstellerin       |
| GEBURTSDATUM     | um 1400                           |
| STERBEDATUM      | 1447 oder 1448                    |
| STERBEORT        | Basel                             |